# Richard Skalak
Richard Skalak (* 5. Februar 1923 in New York City; † 17. August 1997 in San Diego) war ein US-amerikanischer Ingenieur für biomedizinische Technik und Bioingenieur. Er war Professor an der Columbia University.

## Leben
Skalak studierte an der Columbia University mit dem Bachelor-Abschluss (B.A.) 1943 und dem Master-Abschluss als Bauingenieur 1946 und wurde 1954 in Bauingenieurwesen promoviert. 1954 wurde er Assistant Professor, 1964 Professor und 1977 James Kip Finch Professor of Engineering Mechanics an der Columbia University. 1978 bis 1987 war er dort Direktor des Bioengineering Institute. 1988 wurde er emeritiert.
Skalak studierte Blutfluss und mechanisches Verhalten von Blutzellen im Körper, das Wachstum von Knochen und Gewebe und die Wanderung weißer Blutkörperchen im Gewebe bei Infektionen. Er entwickelte Titan-Implantate für Zahnersatz und er studierte die Reaktion von menschlicher Knochensubstanz auf Titan.
1987 erhielt er die Von-Karman-Medaille. Nach ihm ist das jährliche Richard Skalak Colloquium in Biomedical Engineering an der Columbia University benannt und der Richard Skalak Award der ASME. Er war Mitglied der National Academy of Engineering (1988) und Fellow der ASCE, der ASME, der American Academy of Mechanics, der American Association for the Advancement of Science und der New York Academy of Medicine.
Er war verheiratet und hatte zwei Söhne und zwei Töchter. Zuletzt wohnte er in San Diego.

## Schriften
- mit P. I. Branemark: Deformation of Red Blood Cells in Capillaries. In: Science, Band 164, 1969, S. 717–719, PMID 5778020.
- mit Shu Chien (Hrsg.): Handbook of Bioengineering. McGraw Hill, 1987
- mit Evan A. Evans: Mechanics and thermodynamics of biomembranes. CRC Press, 1980
- mit C. Fred Fox (Hrsg.): Tissue engineering. Liss, New York 1988 (Workshop, Lake Tahoe 1988)